# Óriáshojsza

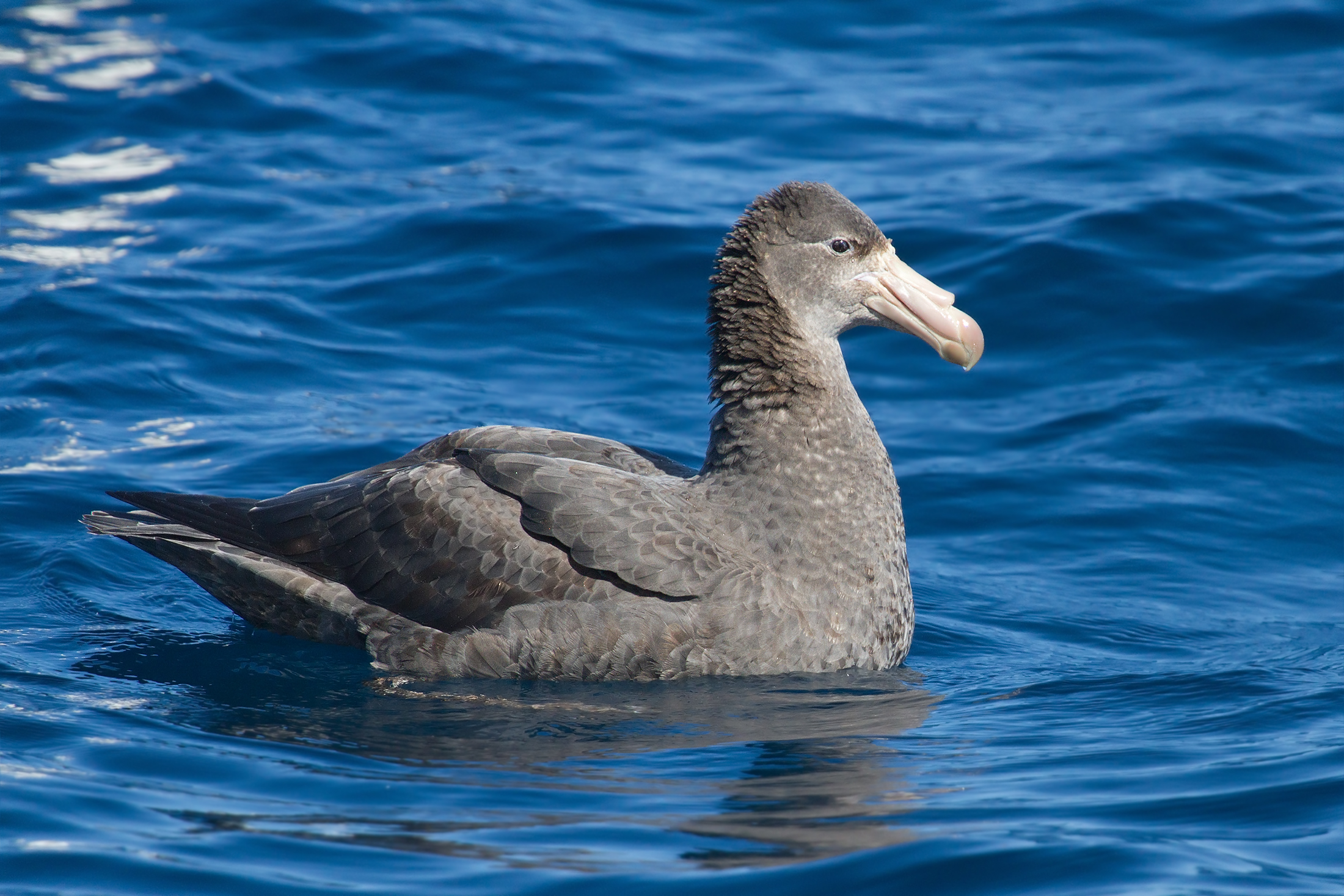
Északi óriáshojsza (Macronectes halli)

Az óriáshojsza (Macronectes) a madarak (Aves) osztályának a viharmadár-alakúak (Procellariiformes) rendjébe, ezen belül a viharmadárfélék (Procellariidae) családjába tartozó nem.

## Rendszertani besorolásuk
A viharmadárféle madárcsalád két leghatalmasabb képviselőjét, korábban ugyanabba a fajba sorolták. Csak 1966-ban különítették el az állományokat különböző fajokba. Az óriáshojszákat a két sirályhojszával (Fulmarus) együtt a viharmadárféléken belül külön alcsoportba sorolták, azaz legalábbis egyes rendszerezők. Szintén a viharmadárféléken belül az óriáshojszák és a sirályhojszák, valamint az antarktiszi hojsza (Thalassoica antarctica), a galambhojsza (Daption capense) és a hóhojsza (Pagodroma nivea) közös csoportja, alcsaládi vagy nemzetségi szintre gyűjthető össze.

## Rendszerezés
A nembe az alábbi 3 faj tartozik:
- déli óriáshojsza (Macronectes giganteus) (Gmelin, 1789)[3][4]
- északi óriáshojsza (Macronectes halli) (Mathews, 1912)[5][6]
- †Macronectes tinae (Tennyson & Salvador, 2023) — Új-Zéland (Északi-sziget). Pliocén, 3,36-3,06 millió évvel ezelőtt.[7]

### Fordítás
- Ez a szócikk részben vagy egészben  a   Giant petrel című angol Wikipédia-szócikk ezen változatának fordításán alapul.  Az eredeti cikk szerkesztőit annak laptörténete sorolja fel. Ez a jelzés csupán a megfogalmazás eredetét és a szerzői jogokat jelzi, nem szolgál a cikkben szereplő információk forrásmegjelöléseként.